# Georg von Wysocki
Georg von Wysocki (* 1890 in Graudenz; † 1973) war ein Pionier der deutschen Schellack-Kultur.

## Leben
Von Wysocki war Sohn eines Postdirektors und schon als Kind mit der Erfindung des Phonographen vertraut. Im Jahr 1920 ging er nach Berlin und bewarb sich nach seiner Tätigkeit in der Pressewerbung 1922 bei der Schallplattenfirma Lindström Odeon, die ihn wegen seiner musikalischen Ausbildung als Pianist und seiner eingehenden Kenntnisse des aktuellen Schallplattenmarktes als künstlerischen Produktionsleiter engagierte. In den 1920er und 1930er Jahren holte er die Berliner Tanz- und Varietéorchester ins Aufnahmestudio. Im Laufe der Jahre gelang es ihm, weltbekannte Künstler mit Exklusivverträgen an die Firma zu binden: Richard Tauber, Freund und der erfolgreichste Schallplattenstar der Zeit, Leo Slezak, Lotte Lehmann, Martha Eggerth und Jan Kiepura.
Von Wysocki war in erster Ehe mit Edith Frank verheiratet, sie hatten die Söhne Günther von Wysocki und Gerd von Wysocki. Edith von Wysocki war Jüdin, die Ehe wurde 1936 geschieden und die Söhne wuchsen beim Vater auf. Gerd von Wysocki wurde später unter dem Pseudonym Harald Banter als Musiker bekannt. Edith Frank heiratete um 1940 noch Victor Domkiewicz, die beiden und ihre acht Monate alte Tochter wurden am 26. Februar 1943 in das KZ Auschwitz deportiert und ermordet.
Von Wysocki heiratete ein zweites Mal, eine Tochter aus der zweiten Ehe ist die Essayistin, Theater- und Prosaautorin Gisela von Wysocki.
Von Wysockis Grab befindet sich auf dem Waldfriedhof Zehlendorf in Berlin.

## Schallplattenproduktionen
Im Zuge der fortschreitenden Tonaufnahmetechnik verpflichtete Georg von Wysocki berühmte UFA-Stars, die für Odeon die aus ihren Filmen bekannten Lieder sangen: u. a. Lilian Harvey, Willy Fritsch, Heinz Rühmann, Fritzi Massary, Henny Porten und Zarah Leander, Willi Forst und Adolf Wohlbrück, Dajos Béla, Barnabás von Géczy, Pola Negri, Hans Albers und Claire Waldoff. Unter seiner Leitung entstanden u. a. die Aufnahmen der Lieder: Ich küsse Ihre Hand, Madame; Dein ist mein ganzes Herz; Der Wind hat mir ein Lied erzählt; Das gibt’s nur einmal; Du hast Glück bei den Frau'n, Bel ami; Ob blond, ob braun, ich liebe alle Fraun; Ich spür in mir, ich fühl in mir; Wie ein Wunder kam die Liebe; Immer nur lächeln und immer vergnügt; Gern hab’ ich die Frau'n geküßt; Wenn der weiße Flieder wieder blüht; Ich tanze mit dir in den Himmel hinein.
Nach der Übersiedlung von Odeon nach Köln wechselte Georg von Wysocki als Produktionsleiter zur Firma Tefifon, die ein neues Tonkonservierungsverfahren (Musikbandaufzeichnungen) auf den Markt gebracht hatte. Ab 1953 war er beim Europäischen Phonoclub tätig, wo er als Produzent mehrere Einspielungen mit dem Tenor Fritz Wunderlich vornahm: Madame Butterfly, Maske in Blau (1956) und Die Zauberflöte (1958).